# 올버니 법학대학원
올버니 로스쿨(Albany Law School)은 미국 뉴욕주의 법학전문대학원이다. 1851년에 설립되었으며, J.D.(법무박사), LL.M.(법학석사), 그리고 J.D./M.B.A, J.D./M.P.A., J.D./M.R.P., J.D./M.S., and J.D./M.S.W. 조인트 프로그램을 제공한다.

## 출신 인사
- 로버트 H. 잭슨 (Robert H. Jackson): 미국 연방 대법원의 대법관 (재직 1941 – 1954).
- 데이비드 조시아 브루어 (David Josiah Brewer): 미국 연방 대법원의 대법관 (재직 1889 – 1910).
- 윌리엄 매킨리 : 미국의 제25대 대통령 (재위 1897 – 1901).
- 앤드루 쿠오모 : 현 뉴욕주의 주지사.
- 메긴 켈리 : 전 폭스 뉴스 채널 앵커. 현 NBC 뉴스 앵커. 타임지 선정, 2014년 세계에서 영향력 있는 100인 중 한 명.